# Saint-Maxire
Saint-Maxire ist eine französische Gemeinde mit 1.316 Einwohnern (Stand: 1. Januar 2022) im Département Deux-Sèvres in der Region Nouvelle-Aquitaine (vor 2016: Poitou-Charentes). Sie gehört zum Arrondissement Niort und zum Kanton Autize-Égray.

## Geographie
Saint-Maxire liegt etwa acht Kilometer nördlich des Stadtzentrums von Niort. Der Sèvre Niortaise bildet die südöstliche Gemeindegrenze. Umgeben wird Saint-Maxire von den Nachbargemeinden Faye-sur-Ardin im Nordwesten und Norden, Sainte-Ouenne im Norden und Nordosten, Échiré im Osten, Sciecq im Süden, Saint-Rémy im Südwesten sowie Villiers-en-Plaine im Westen.

## Bevölkerungsentwicklung
| Jahr                       | 1962 | 1968 | 1975 | 1982 | 1990 | 1999 | 2006 | 2012 | 2019 |
| Einwohner                  | 723  | 672  | 724  | 894  | 1057 | 1124 | 1123 | 1185 | 1306 |
| Quellen: Cassini und INSEE |      |      |      |      |      |      |      |      |      |

## Sehenswürdigkeiten
- Kirche Notre-Dame
- Schloss Oriou, Monument historique

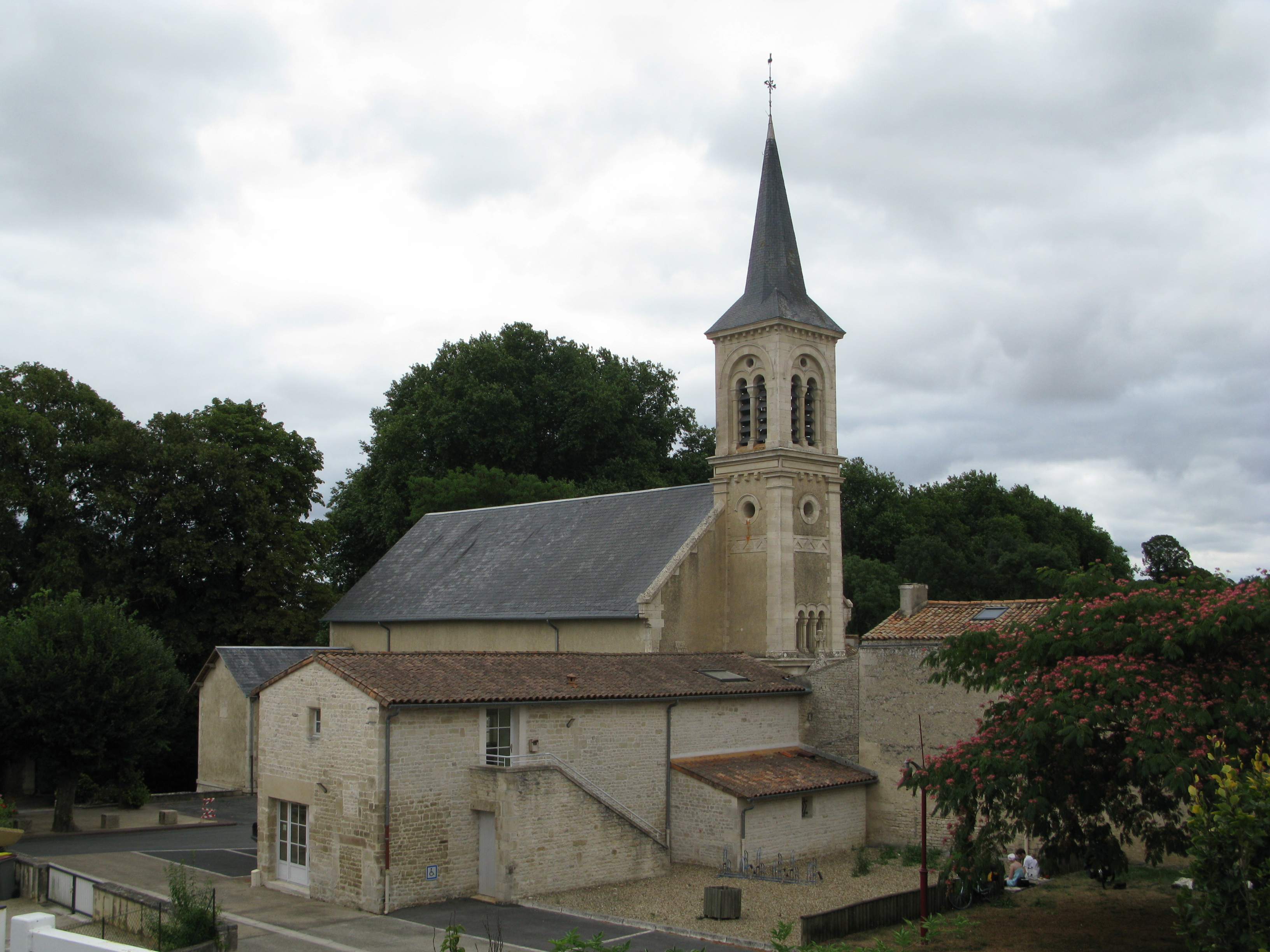
Kirche Notre-Dame
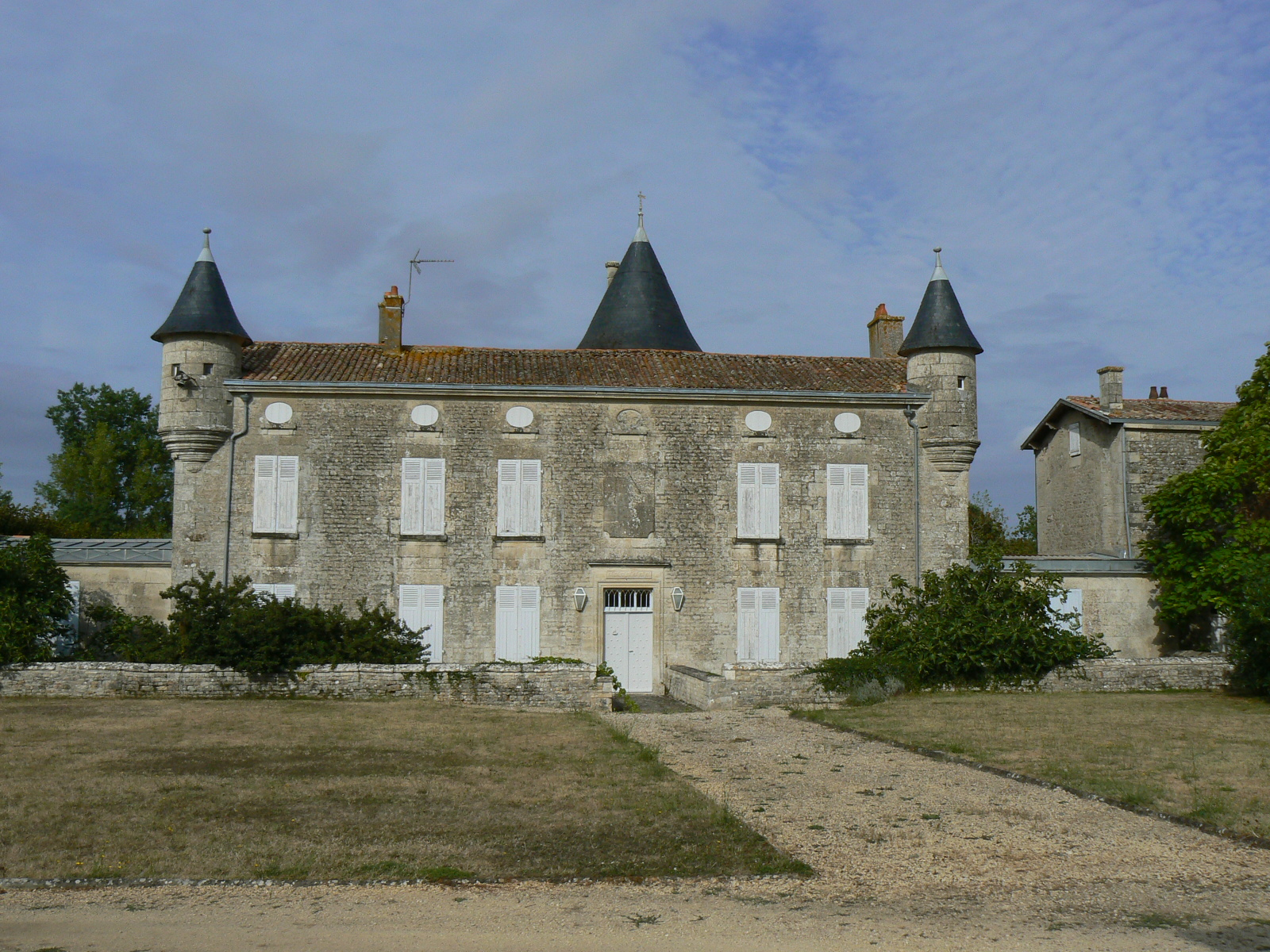
Schloss Oriou

## Gemeindepartnerschaft
Mit der französischen Gemeinde Saint-Pandelon im Département Landes besteht seit 2013 eine Partnerschaft.